# Olimpu Muzyczna Plejada
OMP, Olimpu Muzyczna Plejada – polski zespół hip-hopowy, założony w 1997 r. w Warszawie. W skład grupy wchodził raper Jano (Janowak'ka) oraz producent O$ka (SieeBawie). Znany był z charakterystycznego flow Jana oraz lekkich tekstów traktujących głównie o zabawie oraz życiu na Wilanowie.
Wydanie pierwszych oficjalnych albumów poprzedził nielegal Respekt panie (kobieto wspaniała) wydany w 1997 r. oraz singel Relaks w sobie noś. W 1998 r. nakładem Asfalt Records ukazał się pierwszy oficjalny album zatytułowany Wilanów... zobacz różnicę. W roku następnym skład wydał singel Otzafszetu. W roku 2000 zespół wydał ostatni już album Dobra oferta. Grupa pojawiła się na wielu składankach (w tym DJ 600V) oraz gościnnie na płycie Płomienia 81. W roku 2005 skład podjął nieudaną próbę reaktywacji.

## Dyskografia
- Respekt panie (kobieto wspaniała) (1997, nielegal)
- Wilanów... zobacz różnicę (album, 1998, Asfalt Records)
- Otzafszetu (płyta winylowa, 1999, Asfalt Records)
- Dobra oferta (album, 2000, Asfalt Records)[5]